# قائمة طائرات البحرية الأمريكية
طائرات البحرية الأمريكية: هي طائرات أمريكية تابعة لبحرية الولايات المتحدة و مركز قيادة طيران البحرية الأمريكية و تم بدء صنع طائرات للبحرية الأمريكية بموجب قانون من الكونغرس تم إصداره سنة 1962.
هذه قائمة الطائرات التابعة للبحرية الأمريكية:
- يوجد الكثير غيرها و لكنها تابعة إلى القوات الجوية الأمريكية و لحرس السواحل الأمريكي والقوات البرية للولايات المتحدة

## طائرات البحرية الأمريكية
| الإسم                                    | الصورة | الاستخدام                                                                   |
| ---------------------------------------- | ------ | --------------------------------------------------------------------------- |
| ماكدونل دوجلاس إيه في-8 بي هارير الثانية |        | الهجوم على أهداف أرضية/مستخدمة من قبل قوات مشاة بحرية الولايات المتحدة      |
| نورثروب إف-5                             |        | طائرة هجومية                                                                |
| إف-14 توم كات                            |        | طائرة هجومية (تمت إحالتها إلى التقاعد سنة 2006)                             |
| إف/إيه-18إي/إف سوبر هورنت                |        | طائرة هجومية متعددة الإستخدامات                                             |
| إف-16 فايتينغ فالكون                     |        | طائرة هجومية متعددة الإستخدامات                                             |
| إف-35 لايتنيغ الثانية                    |        | طائرة هجومية متعددة الإستخدامات                                             |
| سي-130 هيركوليز                          |        | مهام لوجستية                                                                |
| إي - 2 هوك آي                            |        | تحذير أولي و طائرة تحكم                                                     |
| بوينغ إي-6                               |        | طائرة سيطرة و تحكم                                                          |
| إي أيه-6 بي غرومان                       |        | طائرة هجوم أرضي و حرب إلكترونية و تشويش                                     |
| لوكهيد إي بيه-3                          |        | طائرة حمولة و لوجستية                                                       |
| في-22 أوسبري                             |        | طائرة هجومية متعددة الإستخدامات                                             |
| إيه إتش-1 سوبر كوبرا                     |        | طائرة هليكوبتر هجومية                                                       |
| سي إتش-46 سي نايت                        |        | طائرة هيليكوبتر للنقل                                                       |
| سي إتش-53 سي ستاليون                     |        | طائرة هليكوبتر للنقل الثقيل                                                 |
| إيه إتش-1 كوبرا                          |        | طائرة هيليكوبتر هجومية ()                                                   |
| سي إتش-46 سي نايت                        |        | طائرة هيليكوبتر للنقل (متقاعدة)                                             |
| إس إيتش-60 سي هوك                        |        | طائرة هليكوبتر للهجوم على الغواصات و لحماية السواحل و الإنقاذ               |
| في-22 أوسبري                             |        | طائرة هيليكوبتر للنقل (سيتم إحالتها للتقاعد)                                |
| أو أتش-6                                 |        | طائرة هليكوبتر للتدريب                                                      |
| بيل 206                                  |        | طائرة هليكوبتر للتدريب                                                      |
| يو إتش-60 بلاك هوك                       |        | طائرة هليكوبتر لحماية الشخصيات المهمة و المسؤولين مثل رئيس الولايات المتحدة |
| إيه إتش-64 أباتشي                        |        | طائرة هليكوبتر هجومية                                                       |
| آر كيو-20 بوما                           |        | طائرة بدون طيار للمراقبة وجمع المعلومات الاستخباراتية                       |